# Ochsner
Ochsner är ett berg i Österrike. Det ligger i distriktet Schwaz och förbundslandet Tyrolen, i den västra delen av landet. Toppen på Ochsner är 3 107 meter över havet.
Den högsta punkten i närheten är Großer Möseler, 3 479 meter över havet, 6,3 km söder om Ochsner. Närmaste större samhälle är Mayrhofen, 14,2 km nordöst om Ochsner. 
Trakten runt Ochsner består i huvudsak av kala bergstoppar och alpin tundra.